# Neuroleon (Neuroleon) virgineus
Neuroleon (Neuroleon) virgineus is een insect uit de familie van de mierenleeuwen (Myrmeleontidae), die tot de orde netvleugeligen (Neuroptera) behoort. 
Neuroleon (Neuroleon) virgineus is voor het eerst wetenschappelijk beschreven door Hölzel in 1983.